# 第一自動車大学校
第一自動車大学校（だいいちじどうしゃだいがっこう）は、福岡県福岡市博多区にある私立専門学校
。1級・2級自動車整備士の国家試験取得を目標としている。運営は学校法人都築学園。

## 沿革
- 1989年(平成元年) - 第一自動車整備専門学校設立。
- 2015年(平成27年)4月 - 第一自動車大学校へ名称変更。

## 設置学科
- 自動車整備学科
  - 1級自動車整備士コース(昼間・4年)
  - 2級自動車整備士コース(昼間・2年)

## 取得資格
- 1級自動車整備士
- 2級自動車整備士
- 3級自動車整備士
- ガス溶接技能者
- 有機溶剤作業主任者
- 危険物乙種第４類取扱主任者
- LPガス燃料装置取扱資格者
- 自動車損害保険募集人
- 中古自動車査定士
- 低圧電気取扱特別教育

## 施設
- 1F自動車整備実習場
- R 屋上駐車場
- 第1 - 第4実習場
- 特別教室
- 一般教室
- 図書室
- 教員室